# إيرين برينغل
إيرين برينغل (بالإنجليزية: Erin Pringle)‏ هي كاتِبة أمريكية، ولدت في 1981.